# Ścieżka przyrodnicza Barwik
Ścieżka przyrodnicza „Barwik” – zielono znakowana ścieżka dydaktyczna w Biebrzańskim Parku Narodowym. Zaczyna się przy parkingu położonym w odległości 400 m na zachód od Olszowej Drogi (południowa część Carskiej Drogi) i prowadzi do rzeki Kosódki. Odległość w jedną stronę 2,5 km. Przy trasie od parkingu do wieży widokowej mija się kolejno różne siedliska: bór sosnowy na wydmie, ols, łęg, turzycowisko i szuwary. Przy końcu trasy na uroczysku Barwik jest wieża widokowa, z której rozciąga się widok na torfowiska przy korycie Kosódki i porośnięte ciepłolubnymi murawami i sosnami wzniesienia na wydmach. Sosny często pobgryzane są przez łosie. Wokół wieży są leje po wybuchach pocisków. Zdetonowano tutaj przeterminowaną amunicję.
Przed wieżą widokową szlak odgałęzia się na lewo doprowadzając do rozlewisk Kosódki gdzie się kończy. W rozlewiskach rośnie moczarka kanadyjska, grążel żółty, kropidło wodne. Powrót tą samą drogą. Dalej prowadzi czerwony szlak turystyczny Gugny-Barwik. Na rzece brak kładki, przy wysokim stanie wody przejście nim wymaga pokonania rozlewiska, dalej trasa prowadzi przez błota. Konieczne gumowe kalosze lub wodery. Przejście tym szlakiem przy wysokim stanie wody, co zwykle ma miejsce wiosną jest bardzo trudne, lub wręcz niemożliwe. Latem poziom wody jest niski, a nawet Kosódka w tym miejscu wysycha całkowicie.

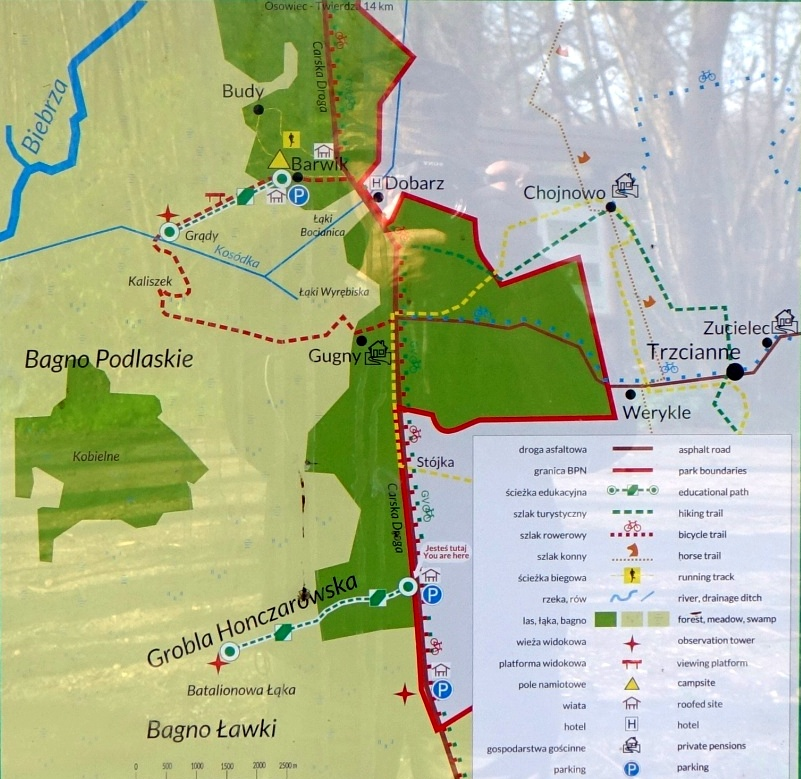
Mapa ścieżki i szlaku
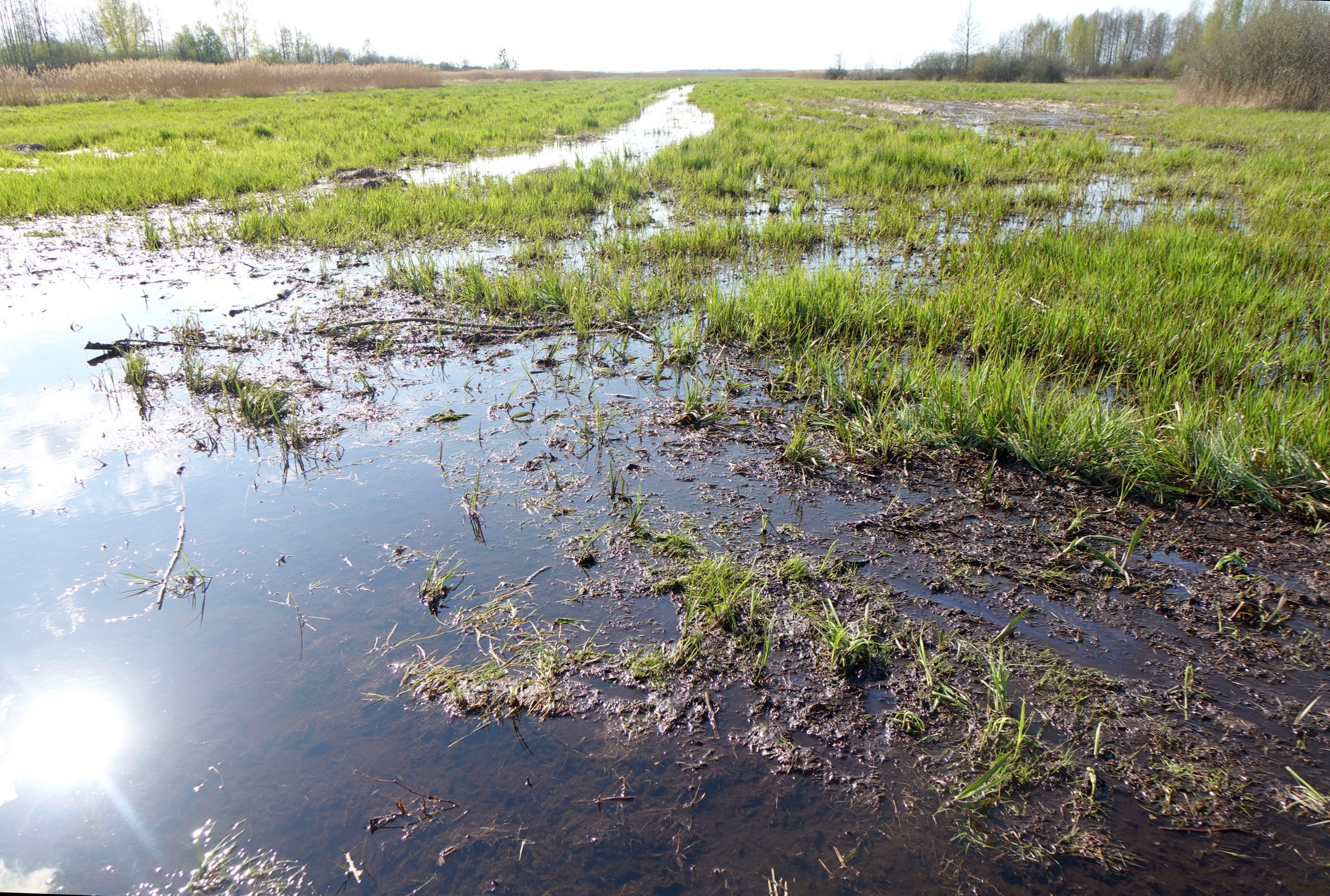
Rozlewisko Kosódki
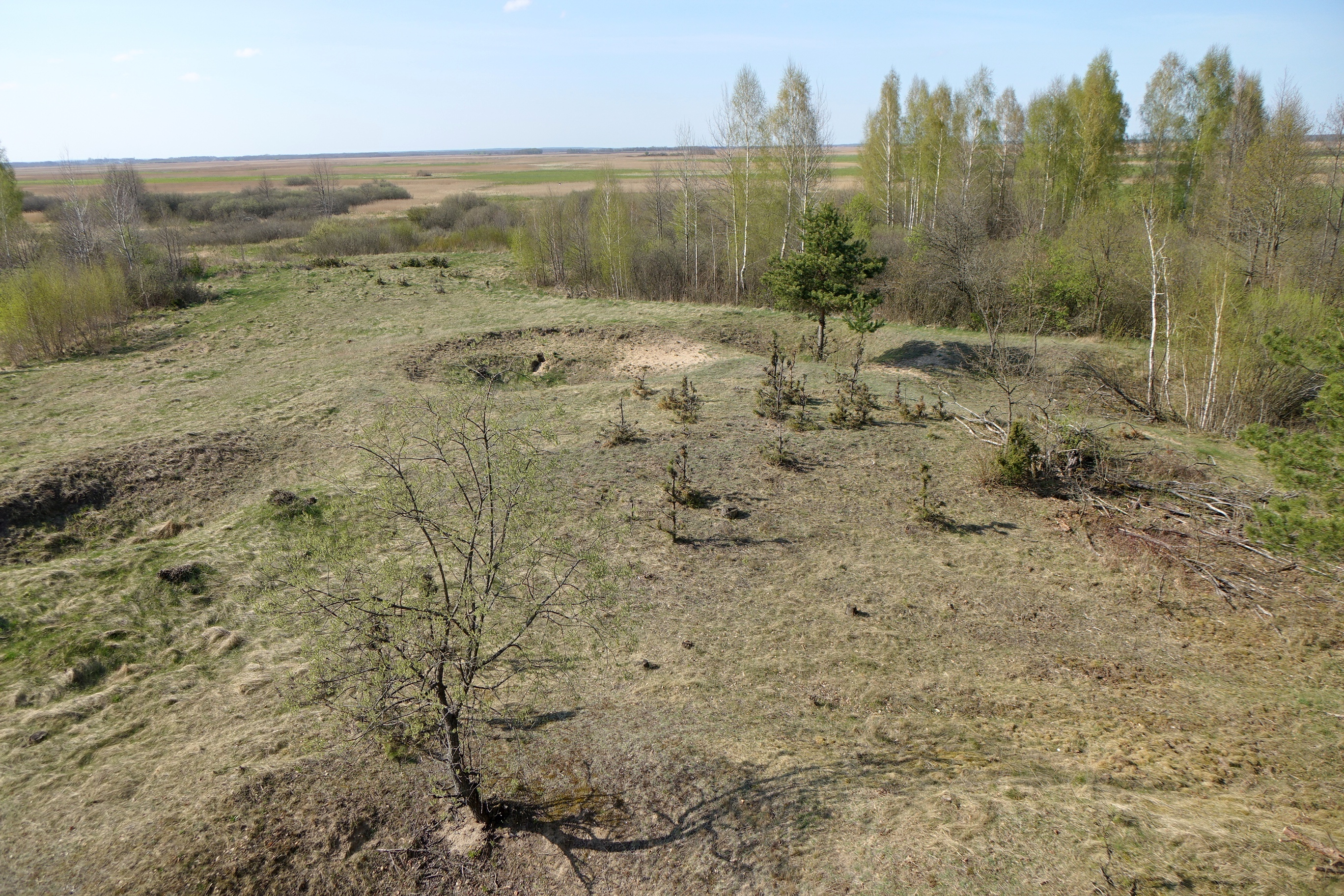
Widok z wieży widokowej
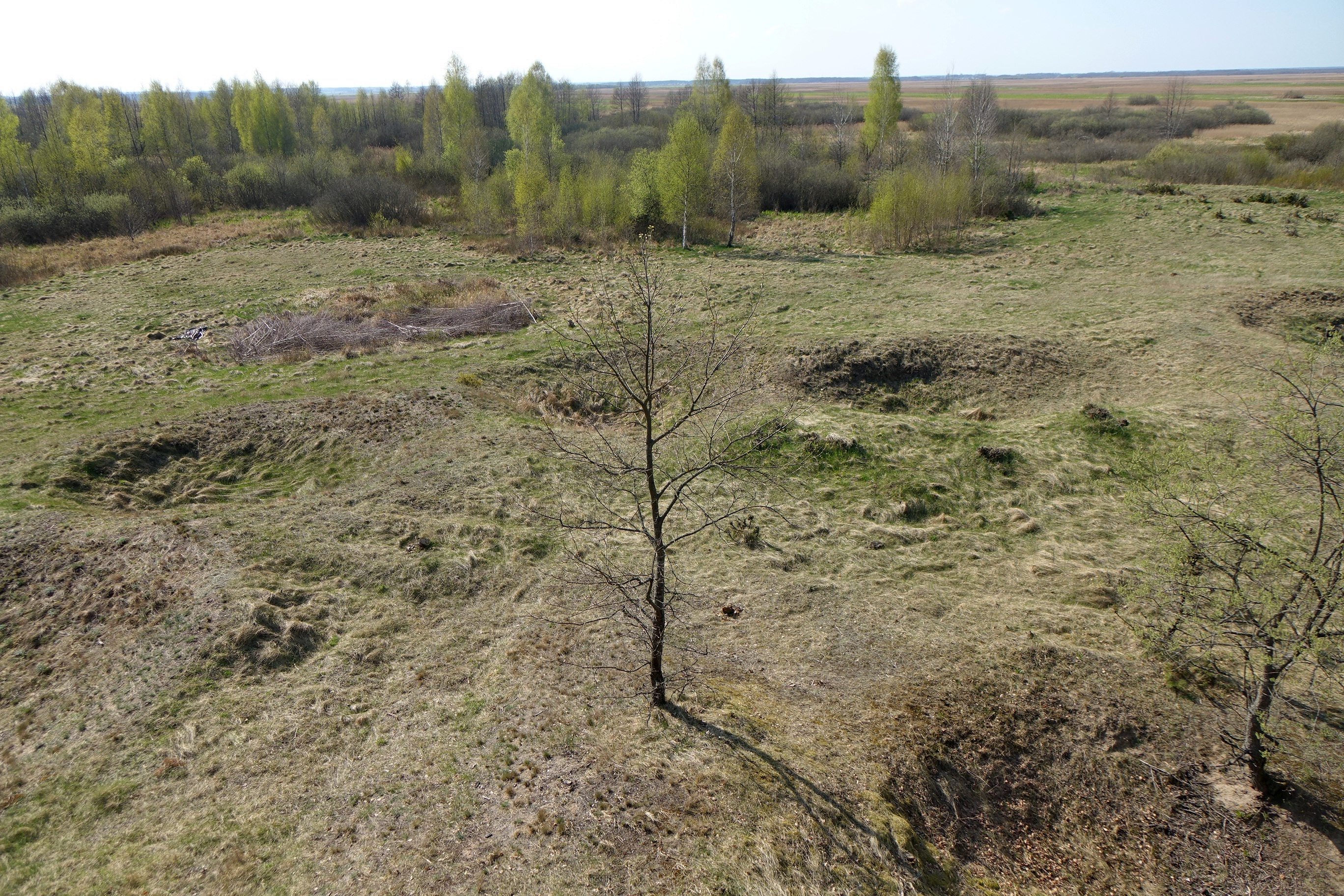
Widok z wieży widokowej
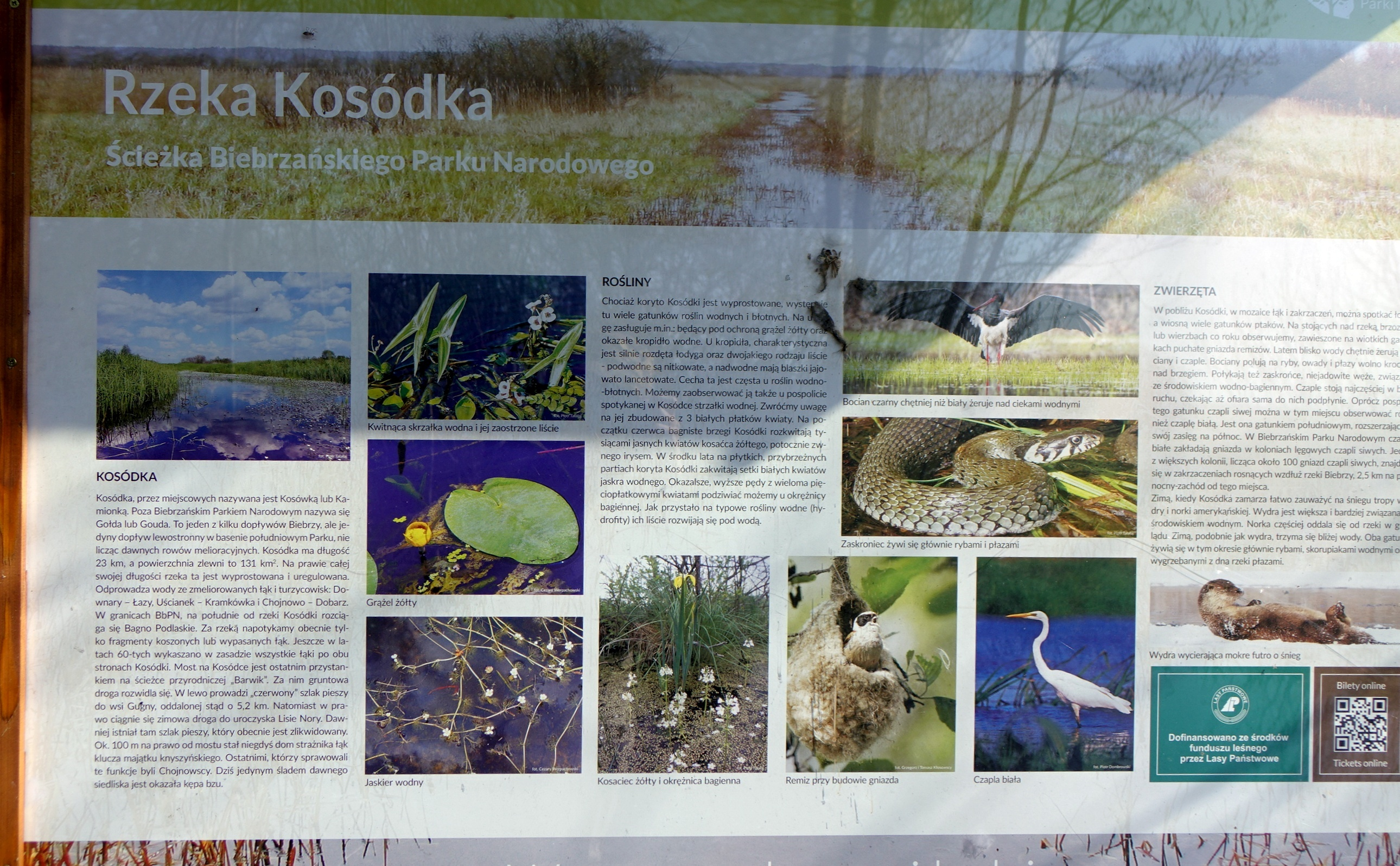
Tablica dydaktyczna przy ścieżce
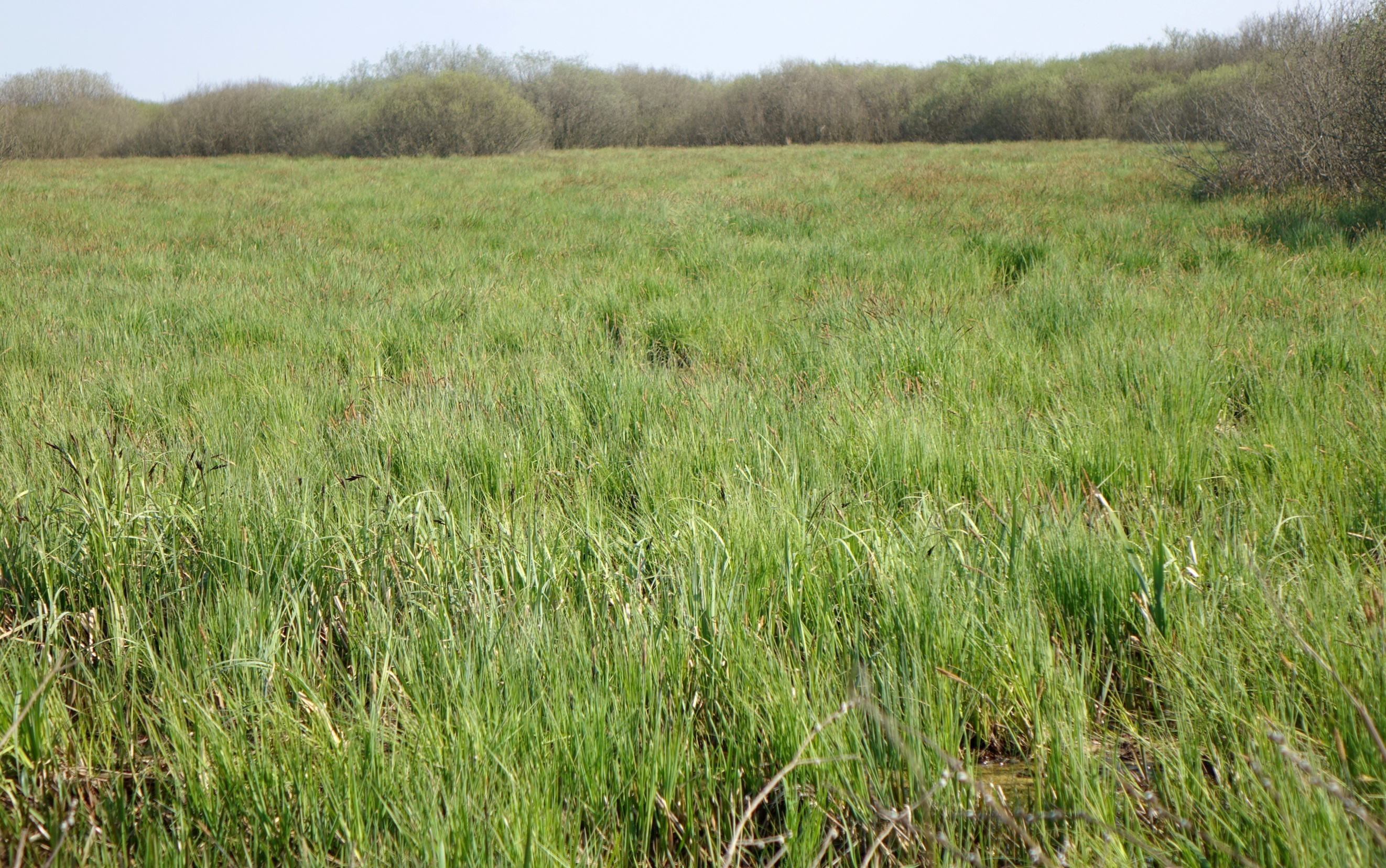
Turzycowisko